# Thomée (företag)
Thomée Gruppen AB, tidigare Edw. H. Thomée AB, är ett svenskt järnhandelsföretag i Malmö som 2023 hade en omsättning på 523 miljoner kronor och hade 36 anställda. Företaget är även ursprung bakom bildandet av Lomond Industrier och sedermera Salix Group, som är ett av Volati AB:s tre affärsområden.

## Historik

### Thomée
Edwin H. Thomée grundade 1892 en enskild firma i Malmö. Inledningsvis bedrevs verksamheten vid Per Weijersgatan i Malmö men flyttades sedermera till Engelbrektsgatan 11. Här lät firman 1917 uppföra en tilltalande affärsbyggnad och samma år, 1917, ombildades firman till Edw. H. Thomée Aktiebolag med ett aktiekapital på 400 000 kr och verksamheten specialiserades till järnvaror, spik, tråd och stängsel. 1920 utökades aktiekapitalet till 800 000 kr. 
1937 fick affärsfastigheten på Engelbrektsgatan en omfattande tillbyggnad och samtidigt inköptes granntomterna som bebyggdes med moderna och ändamålsenliga lagerbyggnader, varigenom tomt- och magasinsarealen mer än fördubblades.
1940 utökades aktiekapitalet till 1 400 000 kr.
Edw. H. Thomée ägde tidigt bolag som Svenska Stängselnäts AB, Manufaktur AB Göta Bruk och AB Hörle Tråd- & Spikfabrik. 
2006 förvärvades Isaksson Gruppen, grundad 1921, beläget i småländska Habo och som senare skulle bli Habo Gruppen.
Thomée förvärvade 2006 HDF-bolagen, med säte i Halmstad. Detta skedde i samband med att HDF:s tidigare ägare Haendig kraftigt koncentrerade sin verksamhet.

### Lomond Industrier
Thomées ägarbolag bytte 2012 namn till Lomond Industrier AB. Samtidigt koncentrerades gruppens logistik och administration till Malmö.
2015 omsatte Lomond Industrier 1 100 miljoner kr och hade den nordiska järn- och byggfackhandeln som huvudsakliga kunder, där Habo var marknadsledande inom beslag, utveckling och tillverkning skedde i dotterbolagen Bårebo Nordic och Sörbö/Industribeslag och där Thomée Gruppens grossistverksamhet riktade sig till svenska järn- och bygghandelskedjor. 
Samma år, 2015, förvärvade Volati AB 74 procent av Lomond Industrier för cirka 389 miljoner kr. Detta innebar att Lomond Industrier värderades till 523 miljoner kr och att övriga ägare var sex ledningspersoner samt tidigare huvudägaren och styrelseledamoten Mats Andersson. 
2017 förvärvades T-Emballage. 2020 förvärvades Heco Nordiska och bildade med tillsammans med varumärket FAST ett av Nordens ledande infästningsbolag. 2020 förvärvades finska Pisla Group med varumärken som Pisla, Muurikka och OPA. 

### Salix Group
Vad som nu kallades Volati Handel fick 2021 en decentraliserad styrning och bytte namn till Salix Group. 
2023 omsatte Salix Group 3 402 miljoner kr och hade 608 anställda. Bland Salix Groups enheter ingår Thomée i "Förnödenheter Järn & Bygg" och Habo Gruppen i "Hem & beslag".